# محمد بداش
 محمد بداش  (1976 الجزائر) هو لاعب كرة قدم جزائري.

## مسيرته الكروية
لعب محمد بداش خلال مسيرته الاحترافية مع 4 أندية في 14 موسمًا وسجل خلالها 39 هدفًا ضمن 123 مباراة. حيث فاز في موسمين بالكأس ولم يفوز بأي دوري.
خاض محمد بداش مسيرته مع نادي أمل الأربعاء في موسم 1995–96 ليلعب معه أربعة مواسم، مشاركًا في 0 مباراة ولم يسجل أي هدف. ثم انتقل إلى نادي وفاق سطيف في موسم 1999–00 في المرة الأولى لمدة موسم واحد ثم في موسم 2007–08 لمدة موسم واحد، حيث شارك طوالها في 5 مباريات ولم يسجل أي هدف أيضًا. لينتقل بعدها إلى نادي اتحاد البليدة في موسم 2000–01 ليلعب معه خمسة مواسم، مشاركًا في 69 مباراة سجل خلالها 24 هدفًا. ثم انتقل إلى نادي مولودية الجزائر في موسم 2005–06 واستمر معه طيلة ثلاثة مواسم، مشاركًا في 49 مباراة سجل خلالها 15 هدفًا.

## روابط خارجية
- محمد بداش على موقع قاعدة بيانات كرة القدم.إي يو (الإنجليزية)
- محمد بداش على موقع ناشيونال فوتبول تيمز (الإنجليزية)